# Red multipunto
Las redes multipunto, también denominadas punto a multipunto, configuración de línea multipunto y red de transimisión, es un término que se utiliza en el ámbito de las redes de computadoras y telecomunicaciones en las cuales cada canal de datos se puede usar para comunicarse con diversos nodos. Esto se logra a través de un específico y distinto tipo de conexión multipunto, ofreciendo varias rutas desde una única ubicación a varios lugares. Una conferencia puede ser considerada una comunicación punto a multipunto ya que existe solo un orador (transmisor) y múltiples asistentes (receptor). Punto a multipunto es a menudo abreviado como P2MP, PTMP, o PMP.
En una red multipunto solo existe una línea de comunicación cuyo uso está compartido por todas las terminales en la red. La información fluye de forma bidireccional y es discernible para todas las terminales de la red. El punto a multipunto de telecomunicaciones es el más típico utilizado en conexión inalámbrica a Internet y la telefonía IP a través de radiofrecuencias de gigahercios. Los sistemas P2MP han sido diseñados tanto como sistemas únicos como bi-direccionales. Una antena o antenas que reciben las emisiones de varias antenas y el sistema utiliza una forma de multiplexación por división en el tiempo para permitir el regreso de canales de tráfico.
En este tipo de redes, las terminales compiten por el uso del medio, de forma que el primero que lo encuentra disponible lo acapara, aunque también puede negociar su uso. En términos más sencillos: permite la unión de varios terminales a su computadora compartiendo la única línea de transmisión, su principal ventaja consiste en el abaratamiento de costos, aunque puede perder velocidad y seguridad.

## Características de las redes multipunto
- En una red multipunto sólo existe una línea de comunicación, cuyo uso está compartido por todas las terminales en la red.
- La información fluye de forma bidireccional y es discernible para todas las terminales de la red. Lo típico es que en una conexión multipunto las terminales compiten por el uso del medio (línea) de forma que el primero que lo encuentra disponible lo acapara, aunque también puede negociar su uso.
- Los terminales no tienen que estar necesariamente próximos geográficamente.
- Tienen un acceso común a la computadora central por medio de una línea a la que están conectados, y que por tanto soporta todo el tráfico de la información.
- Cada terminal debe poder detectar si el mensaje que envía el host le afecta o no. Para ello, cada mensaje llevará la dirección del terminal al que va dirigido.
- Su método de acceso al medio es el Polling: técnica por la cual la computadora central hace una pasada por todos los terminales para saber si tienen información a enviar o están disponibles para recibirla.

## Tipos de redes

### Red tipo Estrella
En este caso existe un host conectado a varias terminales remotas.

### Red tipo Bus
En las que un medio de comunicación común conectado a muchas estaciones remotas.

### Anillo
Todas las terminales conectadas a un mismo cable. Si una falla hay problemas con todas.

### Red de Broadcast
Aquellas redes en las que la transmisión de datos se realiza por un solo canal de comunicación, compartido entonces por todas las máquinas de la red. Cualquier paquete de datos enviado por cualquier máquina es recibido por todas las de la red.

### Red de punto a punto
Son aquellas en las que existen muchas conexiones entre parejas individuales de máquinas. Para poder transmitir los paquetes desde una máquina a otra a veces es necesario que éstos pasen por máquinas intermedias, siendo obligado en tales casos un trazado de rutas mediante dispositivos

### Red de árbol
Esta estructura se utiliza en aplicaciones de televisión por cable, sobre la cual podrían basarse las futuras estructuras de redes que alcancen los hogares. También se ha utilizado en aplicaciones de redes locales analógicas de banda ancha.

### Red de malla
Es el tipo de conexión utilizado en las centrales telefónicas. Todas las terminales interconectadas entre sí. Involucra o se efectúa a través de redes WAN, una red malla contiene múltiples caminos, si un camino falla o está congestionado el tráfico, un paquete puede utilizar un camino diferente hacia el destino. Los routers se utilizan para interconectar las redes separadas.

### Red dedicada o exclusiva
Es una denominación que usualmente se reserva para redes de comunicaciones en las cuales existe un único tipo de tráfico con objetivos de calidad establecidos explícitamente en el contrato entre el operador y el usuario. Normalmente, se utilizan para garantizar la disponibilidad de una cierta capacidad de transporte en ciertas condiciones a grandes usuarios de comunicaciones. Las tecnologías que soportan estas redes dedicadas dependen, en primer lugar, del tipo de información considerado: voz, vídeo (+ audio) o datos. También, y aunque originalmente se trate de redes separadas, de forma creciente se utilizan las mismas redes de transporte para cualquier otra comunicación a las que se incorporan los mecanismos adecuados para separar y priorizar el tráfico en cuestión.

### Red de interconexión total
La solución de redes permite a cada lugar individual encaminar datos en forma directa a un sitio anfitrión (host) secundario o cualquier otro lugar de la red del cliente, en lugar de transmitir por medio de la casa matriz como redes de arquitectura de interconexión radial.